# 松木村 (卢氏县)
松木村，中华人民共和国河南省三门峡市卢氏县徐家湾乡所辖的一个行政村。距乡驻地20公里，全村215户、865人，分为10个村民组。耕地面积550亩。  行政区划代码411224208207。